# Len de l'el

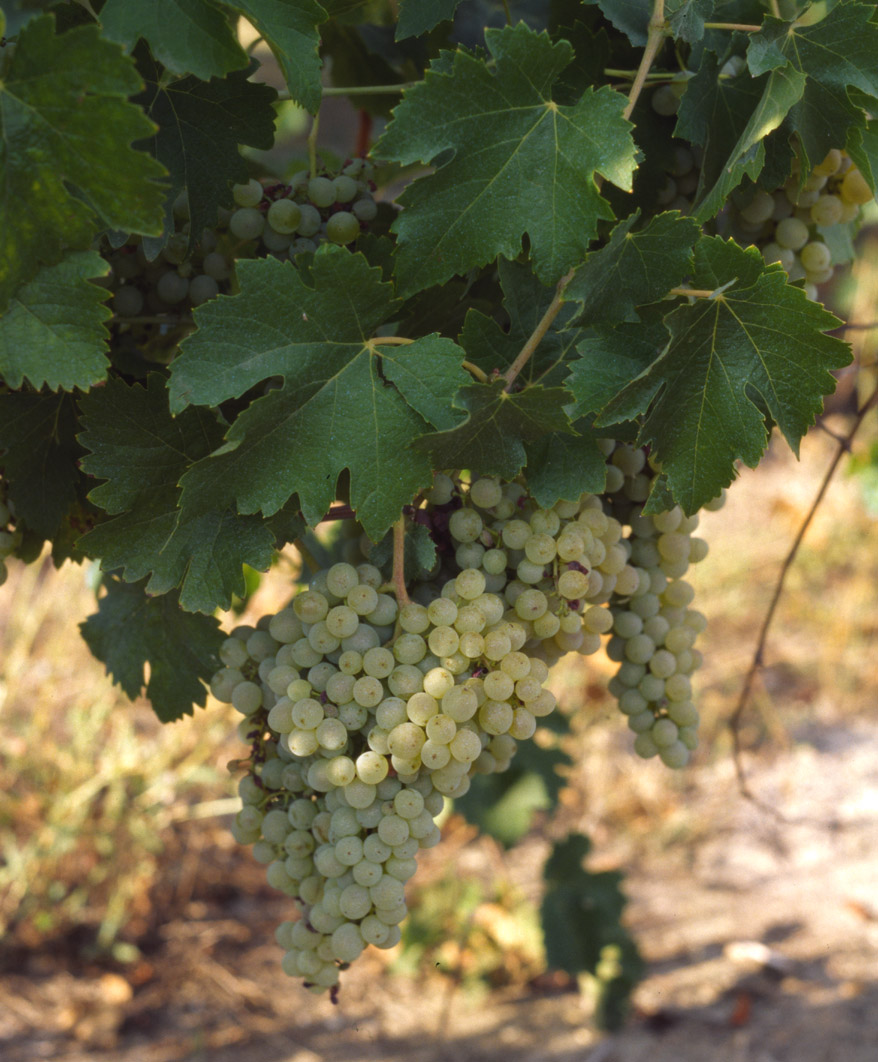
Len de L'el

De Len de L’el is een cépage, een wijnvoet die een druivensoort levert voor witte wijnen in het Zuidwesten van Frankrijk.
De druivensoort wordt, zoals de Appellation d'origine contrôlée het voorschrijft, vooral gebruikt bij de witte wijnen uit de Gaillac. Deze moeten namelijk verplicht 15% len de l’el bevatten en gemengd worden met het cépage mauzac, alhoewel er gepoogd wordt menging met Sauvignon Blanc toegelaten te krijgen.
Verder wordt de soort gebruikt in de wijnen van de Côtes de Gascogne.
Volgens een artikel in de Franse Wikipédia wordt de naam in het lokale dialect uitgesproken als lendelel in hedendaags Frans loin de l'œil , hetgeen betekent ver uit het zicht: waarschijnlijk heeft dit zijn oorsprong in de grote afstand die er is tussen de tak en de druiventros.
De druivensoort is zacht, maar relatief zwaar van smaak door een hoog alcoholgehalte.
De druif heeft een neiging te rotten en het aanplantgebied neemt tegenwoordig af.
De wijnen van deze druivensoort zijn vol van smaak en hebben een laag zuurgehalte met krachtige aanwezigheid vruchtensmaak.

## Synoniemen[1]
- Cavaille
- Cavailles
- Cavalie
- Cavalier
- Endelel

- Kavale
- Kavaler
- l' Endelel
- Len de lElh
- Len de el

- Lenc de lEl
- Lendelet
- Loin de l'oeil